# I Am the Best
Singles de 2NE1
Lonely
(2011) Ugly
(2011)
I Am the Best est une chanson du girl group sud-coréen 2NE1 sortie le 24 juin 2011. Il est sorti pour la deuxième pièce prolongée du groupe 2NE1 2nd Mini Album, et a été écrit et produit par Teddy Park. La chanson a été présentée dans une publicité Microsoft Surface Pro 3 en 2014.
"I Am the Best" est devenu la première chanson d'un groupe sud-coréen à entrer dans les charts singles en France, atteignant la 61e place et restant dans les charts pendant six semaines.

## Accueil critique
La chanson a été bien accueillie par les critiques, beaucoup la classant comme l'une des meilleures chansons K-pop de la décennie ainsi que de tous les temps.
| Publication    | Liste                                                              | Rank | Ref.   |
| -------------- | ------------------------------------------------------------------ | ---- | ------ |
| Billboard      | Les 100 plus grandes chansons K-pop des années 2010                | 4    | [ 1 ]  |
| GQ britannique | Meilleures chansons K-pop de la décennie                           | —    | [ 2 ]  |
| GQ             | Les 24 chansons qui ont façonné la décennie                        | —    | [ 3 ]  |
| Melon          | Top 100 des chansons K-pop de tous les temps                       | 7    | [ 4 ]  |
| Pitchfork      | L'histoire des groupes de filles en 45 chansons                    | —    | [ 5 ]  |
| Rolling Stone  | 100 plus grandes chansons de l'histoire de la musique pop coréenne | 8    | [ 6 ]  |
| Slant Magazine | Les 25 meilleurs singles de 2011                                   | 21   | [ 7 ]  |
| Spin           | Les morceaux pop préférés de Spin en 2011                          | 8    | [ 8 ]  |
| Spin           | Les 21 plus grandes chansons K-pop de tous les temps               | 3    | [ 9 ]  |
| Stereogum      | Les 20 meilleures vidéos K-pop                                     | 1    | [ 10 ] |
| Stereogum      | Les 20 meilleurs vidéoclips des années 2010                        | 2    | [ 11 ] |
| Dong-a Ilbo    | Meilleures chansons d'idoles féminines selon les experts           | 4    | [ 12 ] |
| Vice           | Les 101 meilleures chansons EDM de tous les temps                  | 101  | [ 13 ] |

## Distinctions
| Year | Organization                 | Award                                   | Result     | Ref.   |
| ---- | ---------------------------- | --------------------------------------- | ---------- | ------ |
| 2011 | MAMA Awards                  | Chanson de l'année                      | Lauréat    | [ 14 ] |
| 2011 | MAMA Awards                  | Meilleure performance de danse féminine | Nomination | [ 15 ] |
| 2011 | Melon Music Awards           | Chanson de l'année                      | Nomination | [ 16 ] |
| 2011 | Melon Music Awards           | Chanson populaire des internautes       | Nomination | [ 17 ] |
| 2011 | YouTube K-pop Awards         | Prix de la vidéo de popularité          | Lauréat    | [ 18 ] |
| 2012 | Korean Music Awards          | Meilleure chanson dance et électronique | Lauréat    | [ 19 ] |
| 2012 | Korean Music Awards          | Chanson de l'année                      | Nomination | [ 19 ] |
| 2012 | MTV Video Music Awards Japan | Meilleure vidéo du nouvel artiste       | Lauréat    | [ 20 ] |
| 2012 | Space Shower Music Awards    | Meilleures œuvres de 2011               | Nomination |        |

## Charts
| Classement (2011, 2014)                    | Meilleure position |
| ------------------------------------------ | ------------------ |
| France (SNEP)                              | 61                 |
| Japon (Hot 100)                            | 53                 |
| Corée du Sud (Gaon Digital)                | 1                  |
| Corée du Sud (K-pop Hot 100)               | 12                 |
| Royaume-Uni (UK Indie Chart)               | 44                 |
| États-Unis World Digital Chart (Billboard) | 1                  |

| Classement (2011)                          | Position |
| ------------------------------------------ | -------- |
| Corée du Sud (Gaon Digital)                | 7        |
| États-Unis World Digital Chart (Billboard) | 24       |
| Chart (2012)                               | Position |
| États-Unis World Digital Chart (Billboard) | 14       |
| Chart (2013)                               | Position |
| États-Unis World Digital Chart (Billboard) | 16       |
| Chart (2014)                               | Position |
| États-Unis World Digital Chart (Billboard) | 14       |
| Chart (2015)                               | Position |
| États-Unis World Digital Chart (Billboard) | 4        |

## Certifications
| Pays         | Organisme | Certification | Vente     |
| ------------ | --------- | ------------- | --------- |
| Japon        | RIAJ      | Or            | 100 000   |
| Corée du Sud | Gaon      | —             | 3 652 000 |
| États-Unis   | RIAA      | —             | 12 000    |